# Atletiek op de Paralympische Zomerspelen 2024 - Discuswerpen vrouwen F11
Het Discuswerpen voor vrouwen klasse F11 op de Paralympische Zomerspelen 2024 vond plaats op 3 september in het Stade de France. Deze klasse is voor atletes die volledig blind zijn of licht waarnemen, maar niet in staat zijn om de vorm van een hand op enige afstand te zien.  
De winnares in Tokio was Liangmin Zhang uit China, die in 2024 haar titel wist te prolongeren. Assunta Legnante uit Italië behaalde het zilver en de Chinese Xue Enhui won de bronzen medaille.

## Records
Voorafgaand aan het toernooi waren dit het wereldrecord en het Paralympisch record.
| Wereldrecord        | China Liangmin Zhang | 40.83 | Tokio | 31 augustus 2021 |
| Paralympisch record | China Liangmin Zhang | 40.83 | Tokio | 31 augustus 2021 |

## Uitslag
| Rang   | Atleet               | Atleet | #1    | #2    | #3    | #4    | #5    | #6    | Resultaat | Bijz. |
| ------ | -------------------- | ------ | ----- | ----- | ----- | ----- | ----- | ----- | --------- | ----- |
| Goud   | Liangmin Zhang       | CHN    | 35.93 | 39.08 | 38.50 | 37.89 | x     | 37.13 | 39.08     | SB    |
| Zilver | Assunta Legnante     | ITA    | x     | x     | 36.07 | 38.01 | 30.85 | 34.74 | 38.01     | SB    |
| Brons  | Xue Enhui            | CHN    | 37.65 | 37.67 | 37.03 | x     | 34.22 | 37.31 | 37.67     |       |
| 4      | Izabela Campos       | BRA    | x     | x     | x     | 29.93 | x     | 34.94 | 34.94     |       |
| 5      | Oksana Dobrovolskaja | LTU    | 33.33 | 33.23 | 34.49 | 33.92 | x     | x     | 34.49     |       |
| 6      | Yesenia Restrepo     | COL    | 26.33 | x     | 27.39 | 31.06 | 33.77 | 30.57 | 33.77     | SB    |
| 7      | Elena Shakh          | NPA    | 32.14 | 30.57 | 32.80 | 33.34 | x     | x     | 33.34     |       |
| 8      | Büşra Nur Tırıklı    | TUR    | x     | 26.04 | x     | x     | 26.08 | x     | 26.08     |       |